# Coix puellarum
Espèce
Synonymes
Coix lacryma-jobi var. puellarum (Balansa) A.Camus
Coix puellarum est une espèce de plantes monocotylédones  de la famille des Poaceae (Graminées), sous-famille des Panicoideae, originaire d'Asie tempérée et tropicale.

## Description
Coix puellarum est une plante herbacée, annuelle, aux tiges (chaumes) dressées, de 90 à 250 cm de long.
Les feuilles ont un limbe linéaire ou lancéolé de 10 à 50 cm de long sur 10 à 50 mm de large, à la base cordée et avec une ligule membraneuse.
C'est une plante monoïque dont l'inflorescence est une panicule composée de racèmes mâle et femelle, sous-tendue par une spathéole commune. Le racème mâle est exsert tandis que le racème femelle est enveloppé. La désarticulation concerne l'inflorescence entière qui constitue l'unité de dissémination.
Les épillets sont groupés par trois, un épillet fertile accompagné de deux épillets stériles dans le racème femelle, 2 à 3 épillets mâles sessiles ou pédicellés sur le racème mâle. Les épillets sont sous-tendus par deux glumes dissemblables.
Les épillets fertiles, ovales, comprimés dorsalement, de 8 à 9 mm de long, comprennent un fleuron basal stérile et un fleuron fertile sans extension du rachillet
Les fleurons femelles n'ont pas de lodicules tandis que les fleurons mâles en comptent deux.
Le fruit est un caryopse au péricarpe adhérent à la graine.

## Distribution
L'aire de répartition de Coix aquatica s'étend en Asie tropicale et tempérée : Chine (Hainan, Xizang, Yunnan), sous-continent indien (nord-est de l'Inde), Myanmar, Thaïlande, Vietnam.
La plante se rencontre dans les vallées forestières humides vers 1400 mètres d'altitude.